# Saison 2023-2024 du Stade rennais FC
Maillots
Chronologie
2022-2023 2024-2025
La saison 2023-2024 du Stade rennais Football Club est la 67e saison du club au plus haut niveau, la 30e saison consécutive et jouera depuis la saison 2001-2002 un championnat de 18 clubs. Elle débute le 7 juillet 2023 avec la reprise de l'entraînement et six match amicaux. Le club est engagé dans trois compétitions, et commence ses matchs de compétition officielle le 13 août 2023 avec la Ligue 1. Le club est également engagé en Coupe de France et en Ligue Europa.

## Résumé de la saison

### Préparation d'avant-saison
Le 19 juillet 2023, pour son premier match de préparation au centre d'entraînement Henri-Guérin, le Stade rennais FC est opposé à l'US Concarneau. La rencontre se solde par un match nul entre les deux équipes, Matthis Abline est l'auteur du but pour les Rouge et Noir. Le 22 juillet 2023, le Stade rennais FC fait face à l'US Saint-Malo au centre d'entraînement Henri-Guérin une nouvelle fois. Grâce à des buts de Lovro Majer et Flavien Tait, le club s'imposent deux buts à un. Le 26 juillet 2023, pour son troisième match de préparation, le Stade rennais FC se voit opposer au Stade brestois 29 au stade du Clos Gastel, à Dinan. Grâce à un but de Ludovic Blas, le Stade rennais FC s'impose sur le score d'un but à zéro. Le 29 juillet 2023, le Stade rennais FC affronte West Ham United au Roazhon Park. Sous les yeux de plus de 26 000 supporters, les rennais remportent le match sur le score de trois buts à un grâce notamment à Baptiste Santamaria et Arnaud Kalimuendo. Le 2 août 2023, le Stade rennais FC affronte Nottingham Forest au Saint George's Park, à Burton upon Trent. Largement dominateurs, ils remportent le match sur le score de cinq buts à zéro grâce à un doublé de Benjamin Bourigeaud et des réalisations de Matthis Abline, Lovro Majer et Amine Gouiri. Le 5 août 2023, pour son dernier match de préparation, le Stade rennais FC affronte Wolverhampton Wanderers au Molineux Stadium. Ils s'inclinent sur le score de trois buts à un, Benjamin Bourigeaud étant l'auteur de l'unique but sur penalty.

### Premiére partie de saison
Le club rennais affiche comme objectif le podium en Ligue 1 et avec un mercato estival avec les arrivés de, Le Fée, Blas, Rieder, Yildirim, et surtout de Nemanja Matić et avec de grosse vente comme celle de Doku pour 60 million à Manchester City (qui devient la meilleure vente de l'histoire du club), Lesley Ugochukwu (27 millions) et Lovro Majer (30 millions),,. Mais les résultats ne suivent pas et à la mi-novembre le club est 13e et à un point du barragiste et le coach Bruno Génésio quitte le Stade rennais et est remplacer par Julien Stéphan de retour au sein du club breton. Le club néanmoins finit 2e de son groupe d'Europa League composer de Villarreal CF, du Maccabi Haïfa et du Panathinaïkós.

### Deuxième partie de saison
Pour le début d'année 2024 et avec deux nouvelle recrue (Seidu, Matusiwa) et du départ polémique de Matić, le club enchaine les bons resultat et commence à revenir sur les places européenne ainsi qu'un bon parcours en Coupe de France dont le club se fera éliminer par le Paris Saint-Germain en demi-finale et une élimination du club en Barrage d'Europa League face au Milan AC malgré une victoire 3-2 avec un triplé de Benjamin Bourigeaud au Roazhon Park (défaite 3-0 à San Siro à l'aller),. Fin mars Stéphan est prolongé jusqu'en 2026 mais les résultats en fin de saison ne suivent pas et le club après un match nul 1-1 face au RC Lens empêche le club rouge et noir de se qualifier pour la coupe d'Europe une septième saison consécutive,.

## Transferts en 2023-2024
| Date               | Joueur            | Transfert                    | Provenance/Destination | Division           |
| ------------------ | ----------------- | ---------------------------- | ---------------------- | ------------------ |
| Arrivées           |                   |                              |                        |                    |
| 1er juillet 2023   | Matthis Abline    | Retour de prêt               | AJ Auxerre             | Ligue 2            |
| 1er juillet 2023   | Alfred Gomis      | Retour de prêt               | Côme 1907              | Serie B            |
| 1er juillet 2023   | Junior Kadile     | Retour de prêt               | FC Famalicão           | Liga Portugal      |
| 1er juillet 2023   | Loum Tchaouna     | Retour de prêt               | Dijon FCO              | National           |
| 1er juillet 2023   | Noah Françoise    | Retour de prêt               | US Avranches           | National           |
| 5 juillet 2023     | Gauthier Gallon   | Transfert (3 ans)            | ESTAC Troyes           | Ligue 2            |
| 5 juillet 2023     | Ludovic Blas      | Transfert (15 M€) (3 ans)    | FC Nantes              | Ligue 1            |
| 7 juillet 2023     | Enzo Le Fée       | Transfert (20 M€) (5 ans)    | FC Lorient             | Ligue 1            |
| 10 juillet 2023    | José Capon        | Premier contrat (1 an)       | Stade rennais FC       | National 3         |
| 18 juillet 2023    | Geoffrey Lembet   | Transfert libre (1 an)       | CS Sedan Ardennes      | National           |
| 28 juillet 2023    | Mathis Lambourde  | Premier contrat (3 ans)      | Stade rennais FC       | National 3         |
| 14 août 2023       | Nemanja Matić     | Transfert (2 M€) (2 ans)     | AS Rome                | Serie A            |
| 21 août 2023       | Mahamadou Nagida  | Transfert libre (5 ans)      | ÉF Brasseries          | Cameroun           |
| 29 août 2023       | Bertuğ Yildirim   | Transfert (5 M€) (5 ans)     | Hatayspor              | Süper Lig          |
| 31 août 2023       | Fabian Rieder     | Transfert (15 M€) (4 ans)    | BSC Young Boys         | Super League       |
| Départs            |                   |                              |                        |                    |
| 2 mai 2023         | Andy Diouf        | OA levé (5,5 M€) (4 ans)     | FC Bâle                | Super League       |
| 31 mai 2023        | Serhou Guirassy   | OA levé (9 M€) (3 ans)       | VfB Stuttgart          | Bundesliga         |
| 9 juin 2023        | Loïc Badé         | OA levé (12 M€) (4 ans)      | Séville FC             | LaLiga             |
| 9 juin 2023        | Hamari Traoré     | Fin de contrat (2 ans)       | Real Sociedad          | LaLiga             |
| 1er juillet 2023   | Joe Rodon         | Fin de prêt                  | Tottenham Hotspur      | Premier League     |
| 1er juillet 2023   | Djed Spence       | Fin de prêt                  | Tottenham Hotspur      | Premier League     |
| 1er juillet 2023   | Karl Toko-Ekambi  | Fin de prêt                  | Olympique lyonnais     | Ligue 1            |
| 1er juillet 2023   | Elias Damergy     | Fin de contrat               |                        |                    |
| 1er juillet 2023   | Junior Kadile     | Transfert (3 ans)            | Stade lavallois        | Ligue 2            |
| 1er juillet 2023   | Romain Salin      | Contrat résilié              | CS Marítimo            | Liga Portugal 2    |
| 5 juillet 2023     | Doğan Alemdar     | Prêt sans OA (1 an)          | ESTAC Troyes           | Ligue 2            |
| 17 juillet 2023    | Alan Do Marcolino | Prêt sans OA (1 an)          | US Quevilly            | Ligue 2            |
| 1er août 2023      | Lesley Ugochukwu  | Transfert (27,50 M€) (7 ans) | Chelsea FC             | Premier League     |
| 9 août 2023        | Xeka              | Contrat résilié              | Al-Sadd SC             | Qatar Stars League |
| 11 août 2023       | Noah Françoise    | Transfert (3 ans)            | CS Marítimo            | Liga Portugal 2    |
| 14 août 2023       | Birger Meling     | Transfert (2 M€) (4 ans)     | FC Copenhague          | Superliga          |
| 16 août 2023       | Lovro Majer       | Transfert (25 M€) (5 ans)    | VfL Wolfsburg          | Bundesliga         |
| 24 août 2023       | Jérémy Doku       | Transfert (65 M€) (5 ans)    | Manchester City        | Premier League     |
| 25 août 2023       | Matthis Abline    | Prêt avec OA (1 an)          | FC Nantes              | Ligue 1            |
| 31 août 2023       | Loum Tchaouna     | Transfert (3 ans)            | US Salernitana         | Serie A            |
| 1er septembre 2023 | Alfred Gomis      | Prêt sans OA (1 an)          | FC Lorient             | Ligue 1            |
| 6 septembre 2023   | Flavien Tait      | Transfert                    | Samsunspor             | Süper Lig          |

### Transferts hivernaux
| Date             | Joueur          | Transfert                     | Provenance/Destination | Division       |
| ---------------- | --------------- | ----------------------------- | ---------------------- | -------------- |
| Arrivées         |                 |                               |                        |                |
| 22 janvier 2024  | Azor Matusiwa   | Transfert (15,5 M€) (4,5 ans) | Stade de Reims         | Ligue 1        |
| 29 janvier 2024  | Alidu Seidu     | Transfert (11 M€) (4,5 ans)   | Clermont Foot 63       | Ligue 1        |
| 2 février 2024   | Djaoui Cissé    | Premier contrat (3 ans)       | Stade rennais FC       | National 3     |
| 14 mars 2024     | Nordan Mukiele  | Premier contrat (3 ans)       | Stade rennais FC       | National 3     |
| Départs          |                 |                               |                        |                |
| 16 janvier 2024  | Mohamed Jaouab  | Transfert (3,5 ans)           | Amiens SC              | Ligue 2        |
| 27 janvier 2024  | Nemanja Matić   | Transfert (2,6 M€) (2,5 ans)  | Olympique lyonnais     | Ligue 1        |
| 29 janvier 2024  | Jérémy Jacquet  | Prêt sans OA (1 an)           | Clermont Foot 63       | Ligue 1        |
| 1er février 2024 | Lorenz Assignon | Prêt avec OA (1 an)           | Burnley FC             | Premier League |

## Effectif de la saison 2023-2024
(En italique, les joueurs partis en cours de saison)
| N  | P | Joueur              | Ligue 1 | Ligue 1     | Ligue 1        | Ligue 1 | Ligue 1      | Coupe de France | Coupe de France | Coupe de France | Coupe de France | Coupe de France | Ligue Europa | Ligue Europa | Ligue Europa   | Ligue Europa | Ligue Europa | Total | Total       | Total          | Total  | Total        |
| N  | P | Joueur              | MJ      | But inscrit | Passe décisive | Averti  | Carton rouge | MJ              | But inscrit     | Passe décisive  | Averti          | Carton rouge    | MJ           | But inscrit  | Passe décisive | Averti       | Carton rouge | MJ    | But inscrit | Passe décisive | Averti | Carton rouge |
| -- | - | ------------------- | ------- | ----------- | -------------- | ------- | ------------ | --------------- | --------------- | --------------- | --------------- | --------------- | ------------ | ------------ | -------------- | ------------ | ------------ | ----- | ----------- | -------------- | ------ | ------------ |
| 1  | G | Gauthier Gallon     | 0       | 0           | 0              | 1       | 0            | 4               | 0               | 0               | 1               | 0               | 1            | 0            | 0              | 0            | 0            | 5     | 0           | 0              | 2      | 0            |
| 30 | G | Steve Mandanda      | 34      | 0           | 0              | 1       | 0            | 1               | 0               | 0               | 0               | 0               | 7            | 0            | 0              | 1            | 0            | 42    | 0           | 0              | 2      | 0            |
| 40 | G | Geoffrey Lembet     | 0       | 0           | 0              | 0       | 0            | 0               | 0               | 0               | 0               | 0               | 0            | 0            | 0              | 0            | 0            | 0     | 0           | 0              | 0      | 0            |
| 3  | D | Adrien Truffert     | 30      | 1           | 2              | 6       | 0            | 5               | 0               | 3               | 0               | 0               | 8            | 1            | 0              | 2            | 0            | 43    | 2           | 5              | 8      | 0            |
| 5  | D | Arthur Theate       | 28      | 2           | 0              | 4       | 0            | 4               | 1               | 0               | 1               | 0               | 8            | 0            | 0              | 1            | 0            | 40    | 3           | 0              | 6      | 0            |
| 15 | D | Christopher Wooh    | 18      | 1           | 0              | 3       | 1            | 0               | 0               | 0               | 0               | 0               | 3            | 0            | 0              | 2            | 0            | 21    | 1           | 0              | 5      | 1            |
| 16 | D | Jeanuël Belocian    | 23      | 0           | 1              | 0       | 0            | 1               | 0               | 0               | 0               | 0               | 3            | 0            | 0              | 2            | 1            | 27    | 0           | 1              | 2      | 1            |
| 17 | D | Guéla Doué          | 24      | 0           | 2              | 1       | 1            | 5               | 0               | 0               | 0               | 0               | 4            | 0            | 0              | 0            | 0            | 33    | 0           | 2              | 1      | 1            |
| 23 | D | Warmed Omari        | 25      | 1           | 0              | 5       | 1            | 5               | 0               | 0               | 0               | 0               | 6            | 0            | 1              | 0            | 0            | 36    | 1           | 1              | 5      | 1            |
| 36 | D | Alidu Seidu         | 11      | 0           | 0              | 3       | 0            | 2               | 0               | 0               | 1               | 0               | 2            | 0            | 0              | 0            | 0            | 15    | 0           | 0              | 4      | 0            |
| 43 | D | Mahamadou Nagida    | 3       | 0           | 0              | 0       | 0            | 2               | 0               | 0               | 0               | 0               | 3            | 0            | 0              | 1            | 0            | 8     | 0           | 0              | 1      | 0            |
| -  | D | Lorenz Assignon     | 14      | 1           | 1              | 4       | 0            | 1               | 0               | 0               | 0               | 0               | 5            | 1            | 0              | 0            | 0            | 20    | 2           | 1              | 4      | 0            |
| -  | D | Jérémy Jacquet      | 1       | 0           | 0              | 0       | 0            | 0               | 0               | 0               | 0               | 0               | 0            | 0            | 0              | 0            | 0            | 1     | 0           | 0              | 0      | 0            |
| -  | D | Birger Meling       | 1       | 0           | 0              | 0       | 0            | 0               | 0               | 0               | 0               | 0               | 0            | 0            | 0              | 0            | 0            | 1     | 0           | 0              | 0      | 0            |
| 6  | M | Azor Matusiwa       | 12      | 0           | 1              | 2       | 0            | 2               | 0               | 0               | 2               | 0               | 2            | 0            | 0              | 0            | 0            | 16    | 0           | 1              | 4      | 0            |
| 8  | M | Baptiste Santamaria | 30      | 0           | 1              | 3       | 0            | 5               | 0               | 0               | 0               | 0               | 7            | 0            | 1              | 1            | 0            | 42    | 0           | 2              | 4      | 0            |
| 11 | M | Ludovic Blas        | 29      | 4           | 1              | 3       | 0            | 5               | 0               | 0               | 0               | 0               | 8            | 3            | 0              | 2            | 0            | 42    | 7           | 1              | 5      | 0            |
| 14 | M | Benjamin Bourigeaud | 32      | 9           | 4              | 2       | 0            | 5               | 3               | 3               | 0               | 0               | 7            | 3            | 1              | 2            | 0            | 44    | 15          | 8              | 4      | 0            |
| 28 | M | Enzo Le Fée         | 25      | 0           | 1              | 3       | 0            | 4               | 0               | 1               | 0               | 0               | 6            | 0            | 3              | 0            | 0            | 35    | 0           | 5              | 3      | 0            |
| 32 | M | Fabian Rieder       | 15      | 1           | 0              | 0       | 0            | 2               | 0               | 0               | 0               | 0               | 4            | 2            | 1              | 0            | 0            | 21    | 3           | 1              | 0      | 0            |
| 33 | M | Désiré Doué         | 31      | 4           | 4              | 3       | 0            | 5               | 0               | 0               | 1               | 0               | 6            | 0            | 0              | 1            | 0            | 42    | 4           | 4              | 5      | 0            |
| 38 | M | Djaoui Cissé        | 2       | 0           | 0              | 0       | 0            | 0               | 0               | 0               | 0               | 0               | 0            | 0            | 0              | 0            | 0            | 2     | 0           | 0              | 0      | 0            |
| 49 | M | José Capon          | 0       | 0           | 0              | 0       | 0            | 0               | 0               | 0               | 0               | 0               | 0            | 0            | 0              | 0            | 0            | 0     | 0           | 0              | 0      | 0            |
| -  | M | Nemanja Matić       | 13      | 0           | 0              | 7       | 0            | 0               | 0               | 0               | 0               | 0               | 6            | 0            | 2              | 0            | 0            | 19    | 0           | 2              | 7      | 0            |
| -  | M | Lovro Majer         | 1       | 0           | 0              | 0       | 0            | 0               | 0               | 0               | 0               | 0               | 0            | 0            | 0              | 0            | 0            | 1     | 0           | 0              | 0      | 0            |
| 7  | A | Martin Terrier      | 24      | 7           | 3              | 2       | 1            | 4               | 1               | 0               | 0               | 0               | 7            | 1            | 0              | 0            | 0            | 35    | 9           | 3              | 2      | 1            |
| 9  | A | Arnaud Kalimuendo   | 30      | 10          | 1              | 6       | 0            | 5               | 4               | 1               | 0               | 0               | 6            | 1            | 0              | 1            | 0            | 41    | 15          | 2              | 7      | 0            |
| 10 | A | Amine Gouiri        | 31      | 7           | 3              | 2       | 0            | 3               | 2               | 0               | 0               | 0               | 7            | 2            | 0              | 2            | 0            | 41    | 11          | 3              | 4      | 0            |
| 34 | A | Ibrahim Salah       | 23      | 4           | 1              | 3       | 0            | 3               | 1               | 0               | 0               | 0               | 6            | 1            | 0              | 0            | 0            | 32    | 6           | 1              | 3      | 0            |
| 39 | A | Mathis Lambourde    | 1       | 0           | 0              | 0       | 0            | 1               | 0               | 0               | 0               | 0               | 1            | 0            | 0              | 0            | 0            | 3     | 0           | 0              | 0      | 0            |
| 46 | A | Wilson Samaké       | 0       | 0           | 0              | 0       | 0            | 0               | 0               | 0               | 0               | 0               | 0            | 0            | 0              | 0            | 0            | 0     | 0           | 0              | 0      | 0            |
| 99 | A | Bertuğ Yildirim     | 21      | 0           | 1              | 3       | 0            | 2               | 0               | 0               | 2               | 0               | 5            | 1            | 0              | 0            | 0            | 28    | 1           | 1              | 5      | 0            |
| -  | A | Nordan Mukiele      | 0       | 0           | 0              | 0       | 0            | 0               | 0               | 0               | 0               | 0               | 0            | 0            | 0              | 0            | 0            | 0     | 0           | 0              | 0      | 0            |
| -  | A | Jérémy Doku         | 2       | 1           | 0              | 0       | 0            | 0               | 0               | 0               | 0               | 0               | 0            | 0            | 0              | 0            | 0            | 2     | 1           | 0              | 0      | 0            |

## Équipe-type
Il s'agit de la formation la plus courante rencontrée durant la saison.

## Rencontres de la saison

### Liste
|    | Jour | Date         | Heure   | Compétition     | Tour             | Adversaire      | Lieu | Score             | Place             | Affluence |
| -- | ---- | ------------ | ------- | --------------- | ---------------- | --------------- | ---- | ----------------- | ----------------- | --------- |
| 1  | mer. | 19 juillet   | 17 h 00 | Amical          | Amical           | Concarneau (L2) | D    | 1 - 1             | 1 - 1             | 1 000     |
| 2  | sam. | 22 juillet   | 17 h 00 | Amical          | Amical           | Saint-Malo (N2) | D    | 2 - 1             | 2 - 1             | 1 000     |
| 3  | mer. | 26 juillet   | 18 h 00 | Amical          | Amical           | Brest           | N    | 1 - 0             | 1 - 0             | 2 500     |
| 4  | sam. | 29 juillet   | 18 h 00 | Amical          | Amical           | West Ham        | D    | 3 - 1             | 3 - 1             | 26 367    |
| 5  | mer. | 2 août       | 20 h 00 | Amical          | Amical           | Nottingham      | N    | 0 - 5             | 0 - 5             | 0         |
| 6  | sam. | 5 août       | 14 h 00 | Amical          | Amical           | Wolverhampton   | E    | 3 - 1             | 3 - 1             |           |
| 7  | dim. | 13 août      | 17 h 05 | Ligue 1         | 1                | Metz            | D    | 5 - 1             | 1er               | 26 065    |
| 8  | dim. | 20 août      | 20 h 45 | Ligue 1         | 2                | Lens            | E    | 1 - 1             | 3e                | 37 233    |
| 9  | dim. | 27 août      | 13 h 00 | Ligue 1         | 3                | Le Havre        | D    | 2 - 2             | 6e                | 28 311    |
| 10 | sam. | 2 septembre  | 17 h 00 | Ligue 1         | 4                | Brest           | E    | 0 - 0             | 7e                | 15 021    |
| 11 | sam. | 16 septembre | 17 h 00 | Ligue 1         | 5                | Lille           | D    | 2 - 2             | 8e                | 28 178    |
| 12 | jeu. | 21 septembre | 18 h 45 | Ligue Europa    | Groupes - 1      | Haïfa           | D    | 3 - 0             | 1er               | 26 838    |
| 13 | dim. | 24 septembre | 17 h 05 | Ligue 1         | 6                | Montpellier     | E    | 0 - 0             | 9e                | 15 430    |
| 14 | dim. | 1er octobre  | 20 h 45 | Ligue 1         | 7                | Nantes          | D    | 3 - 1             | 6e                | 27 316    |
| 15 | jeu. | 5 octobre    | 21 h 00 | Ligue Europa    | Groupes - 2      | Villarreal      | E    | 1 - 0             | 3e                | 17 458    |
| 16 | dim. | 8 octobre    | 20 h 45 | Ligue 1         | 8                | Paris           | D    | 1 - 3             | 8e                | 27 734    |
| 17 | dim. | 22 octobre   | 13 h 00 | Ligue 1         | 9                | Lorient         | E    | 2 - 1             | 9e                | 16 711    |
| 18 | jeu. | 26 octobre   | 21 h 00 | Ligue Europa    | Groupes - 3      | Panathinaïkós   | E    | 1 - 2             | 1er               | 13 459    |
| 19 | dim. | 29 octobre   | 17 h 05 | Ligue 1         | 10               | Strasbourg      | D    | 1 - 1             | 8e                | 28 100    |
| 20 | dim. | 5 novembre   | 20 h 45 | Ligue 1         | 11               | Nice            | E    | 2 - 0             | 11e               | 22 430    |
| 21 | jeu. | 9 novembre   | 18 h 45 | Ligue Europa    | Groupes - 4      | Panathinaïkós   | D    | 3 - 1             | 1er               | 28 004    |
| 22 | dim. | 12 novembre  | 17 h 05 | Ligue 1         | 12               | Lyon            | D    | 0 - 1             | 13e               | 28 441    |
| 23 | dim. | 26 novembre  | 17 h 05 | Ligue 1         | 13               | Reims           | D    | 3 - 1             | 10e               | 27 718    |
| 24 | jeu. | 30 novembre  | 18 h 45 | Ligue Europa    | Groupes - 5      | Haïfa           | N    | 0 - 3             | 1er               | 0         |
| 25 | dim. | 3 décembre   | 20 h 45 | Ligue 1         | 14               | Marseille       | E    | 2 - 0             | 12e               | 54 162    |
| 26 | sam. | 9 décembre   | 17 h 00 | Ligue 1         | 15               | Monaco          | D    | 1 - 2             | 13e               | 26 856    |
| 27 | jeu. | 14 décembre  | 18 h 45 | Ligue Europa    | Groupes - 6      | Villarreal      | D    | 2 - 3             | 2e                | 27 761    |
| 28 | dim. | 17 décembre  | 15 h 00 | Ligue 1         | 16               | Toulouse        | E    | 0 - 0             | 13e               | 23 311    |
| 29 | mer. | 20 décembre  | 21 h 00 | Ligue 1         | 17               | Clermont        | E    | 1 - 3             | 10e               | 8 840     |
| 30 | dim. | 7 janvier    | 14 h 30 | Coupe de France | 1/32 de finale   | Guingamp (L2)   | E    | 0 - 2             | 0 - 2             | 16 822    |
| 31 | sam. | 13 janvier   | 21 h 00 | Ligue 1         | 18               | Nice            | D    | 2 - 0             | 10e               | 26 689    |
| 32 | dim. | 21 janvier   | 21 h 05 | Coupe de France | 1/16 de finale   | Marseille       | D    | 1 - 1 (9 t.a.b 8) | 1 - 1 (9 t.a.b 8) | 28 151    |
| 33 | ven. | 26 janvier   | 21 h 00 | Ligue 1         | 19               | Lyon            | E    | 2 - 3             | 9e                | 40 516    |
| 34 | sam. | 3 février    | 17 h 00 | Ligue 1         | 20               | Montpellier     | D    | 2 - 1             | 9e                | 24 898    |
| 35 | mar. | 6 février    | 20 h 45 | Coupe de France | 1/8 de finale    | Sochaux (N)     | E    | 1 - 6             | 1 - 6             | 19 393    |
| 36 | dim. | 11 février   | 13 h 00 | Ligue 1         | 21               | Le Havre        | E    | 0 - 1             | 7e                | 22 702    |
| 37 | jeu. | 15 février   | 21 h 00 | Ligue Europa    | Barrage - Aller  | Milan           | E    | 3 - 0             | 3 - 0             | 69 021    |
| 38 | dim. | 18 février   | 15 h 00 | Ligue 1         | 22               | Clermont        | D    | 3 - 1             | 7e                | 27 501    |
| 39 | jeu. | 22 février   | 18 h 45 | Ligue Europa    | Barrage - Retour | Milan           | D    | 3 - 2             | 3 - 2             | 28 320    |
| 40 | dim. | 25 février   | 17 h 05 | Ligue 1         | 23               | Paris           | E    | 1 - 1             | 7e                | 47 874    |
| 41 | jeu. | 29 février   | 20 h 45 | Coupe de France | 1/4 de finale    | Le Puy (N2)     | E    | 1 - 3             | 1 - 3             | 31 414    |
| 42 | dim. | 3 mars       | 17 h 05 | Ligue 1         | 24               | Lorient         | D    | 1 - 2             | 8e                | 28 615    |
| 43 | dim. | 10 mars      | 17 h 00 | Ligue 1         | 25               | Lille           | E    | 2 - 2             | 8e                | 40 383    |
| 44 | dim. | 17 mars      | 17 h 05 | Ligue 1         | 26               | Marseille       | D    | 2 - 0             | 8e                | 28 610    |
| 45 | dim. | 31 mars      | 17 h 05 | Ligue 1         | 27               | Strasbourg      | E    | 2 - 0             | 8e                | 25 407    |
| 46 | mer. | 3 avril      | 21 h 10 | Coupe de France | Demi-finale      | Paris           | E    | 1 - 0             | 1 - 0             | 45 000    |
| 47 | dim. | 7 avril      | 17 h 05 | Ligue 1         | 28               | Monaco          | E    | 1 - 0             | 9e                | 6 634     |
| 48 | sam. | 13 avril     | 21 h 00 | Ligue 1         | 29               | Toulouse        | D    | 1 - 2             | 10e               | 28 055    |
| 49 | sam. | 20 avril     | 17 h 00 | Ligue 1         | 30               | Nantes          | E    | 0 - 3             | 7e                | 25 433    |
| 50 | dim. | 28 avril     | 17 h 05 | Ligue 1         | 31               | Brest           | D    | 4 - 5             | 9e                | 28 527    |
| 51 | sam. | 4 mai        | 19 h 00 | Ligue 1         | 32               | Metz            | E    | 2 - 3             | 8e                | 23 290    |
| 52 | dim. | 12 mai       | 21 h 00 | Ligue 1         | 33               | Lens            | D    | 1 - 1             | 9e                | 28 660    |
| 53 | dim. | 19 mai       | 21 h 00 | Ligue 1         | 34               | Reims           | E    | 2 - 1             | 10e               | 16 077    |

### Détail des matchs

#### Ligue Europa
| Rang | Équipe           | Pts | J | G | N | P | Bp | Bc | Diff |  | Résultats (▼ dom., ► ext.) |     |     |     |     |
| ---- | ---------------- | --- | - | - | - | - | -- | -- | ---- |  | -------------------------- | --- | --- | --- | --- |
| 1    | Villarreal CF    | 13  | 6 | 4 | 1 | 1 | 9  | 7  | +2   |  | Villarreal CF              |     | 1-0 | 0-0 | 3-2 |
| 2    | Stade rennais FC | 12  | 6 | 4 | 0 | 2 | 13 | 6  | +7   |  | Stade rennais FC           | 2-3 |     | 3-0 | 3-1 |
| 3    | Maccabi Haïfa    | 5   | 6 | 1 | 2 | 3 | 3  | 9  | -6   |  | Maccabi Haïfa              | 1-2 | 0-3 |     | 0-0 |
| 4    | Panathinaïkós    | 4   | 6 | 1 | 1 | 4 | 7  | 10 | -3   |  | Panathinaïkós              | 2-0 | 1-2 | 1-2 |     |

## Bilan des compétitions
| Compétition     | Vainqueur final     | Débute au tour   | Résultat                      | Match joués | Gagnés | Nuls | Perdus | Buts Pour | Buts contre | Différence |
| --------------- | ------------------- | ---------------- | ----------------------------- | ----------- | ------ | ---- | ------ | --------- | ----------- | ---------- |
| Ligue 1         | Paris Saint-Germain | 1re journée      | Dixième                       | 34          | 12     | 10   | 12     | 53        | 46          | +7         |
| Coupe de France | Paris Saint-Germain | 1/32 de finale   | Demi-finale                   | 5           | 3      | 1    | 1      | 12        | 4           | +8         |
| Ligue Europa    | Atalanta Bergame    | Phase de groupes | Barrage à élimination directe | 8           | 5      | 0    | 3      | 16        | 11          | +5         |
| Total           | Total               | Total            | Total                         | 47          | 20     | 11   | 16     | 81        | 61          | +20        |

### Résultats par journée
Nota : l'ordre des journées est celui dans lequel elles ont été jouées. La place au classement est celle à l'issue du week-end ou du milieu de semaine.
| Journée   | 1 | 2 | 3 | 4 | 5 | 6 | 7 | 8 | 9 | 10 | 11 | 12 | 13 | 14 | 15 | 16 | 17 | 18 | 19 | 20 | 21 | 22 | 23 | 24 | 25 | 26 | 27 | 28 | 29 | 30 | 31 | 32 | 33 | 34 |
| --------- | - | - | - | - | - | - | - | - | - | -- | -- | -- | -- | -- | -- | -- | -- | -- | -- | -- | -- | -- | -- | -- | -- | -- | -- | -- | -- | -- | -- | -- | -- | -- |
| Résultats | V | N | N | N | N | N | V | D | D | N  | D  | D  | V  | D  | D  | N  | V  | V  | V  | V  | V  | V  | N  | D  | N  | V  | D  | D  | D  | V  | D  | V  | N  | D  |
| Place     | 1 | 3 | 6 | 7 | 8 | 9 | 6 | 8 | 9 | 8  | 11 | 13 | 10 | 12 | 13 | 13 | 10 | 10 | 9  | 9  | 7  | 7  | 7  | 8  | 8  | 8  | 8  | 9  | 10 | 7  | 9  | 8  | 9  | 10 |

Résultat : V = Victoire ; N = Nul ; D = Défaite

### Classement
| Rang | Équipe                 | Pts | J  | G  | N  | P  | Bp | Bc | Diff |
| ---- | ---------------------- | --- | -- | -- | -- | -- | -- | -- | ---- |
| 8    | Olympique de Marseille | 50  | 34 | 13 | 11 | 10 | 52 | 41 | +11  |
| 9    | Stade de Reims         | 47  | 34 | 13 | 8  | 13 | 42 | 47 | −5   |
| 10   | Stade rennais FC       | 46  | 34 | 12 | 10 | 12 | 53 | 46 | +7   |
| 11   | Toulouse FC            | 43  | 34 | 11 | 10 | 13 | 42 | 46 | −4   |
| 12   | Montpellier HSC        | 41  | 34 | 10 | 12 | 12 | 43 | 48 | −5   |

1. ↑  Retrait de 1 points.

### Affluence de la saison
Ce graphique représente le nombre de spectateurs présents au Roazhon Park lors de chaque match a domicile.

#### Meilleur affluence de la saison
| Rang | Match                                     | Journée | Date             | Affluence |
| ---- | ----------------------------------------- | ------- | ---------------- | --------- |
| 1    | Stade rennais FC - RC Lens                | J33     | 12 mai 2024      | 28 660    |
| 2    | Stade rennais FC - FC Lorient             | J24     | 3 mars 2024      | 28 615    |
| 3    | Stade rennais FC - Olympique de Marseille | J26     | 17 mars 2023     | 28 610    |
| 4    | Stade rennais FC - Stade brestois 29      | J31     | 28 avril 2024    | 28 527    |
| 5    | Stade rennais FC - Olympique lyonnais     | J12     | 12 novembre 2023 | 28 441    |

#### Pire affluences de la saison
| Rang | Match                              | Journée | Date            | Affluence |
| ---- | ---------------------------------- | ------- | --------------- | --------- |
| 1    | Stade rennais FC - Montpellier HSC | J20     | 3 février 2024  | 24 898    |
| 2    | Stade rennais FC - FC Metz         | J1      | 13 août 2023    | 26 065    |
| 3    | Stade rennais FC - OGC Nice        | J18     | 14 janvier 2024 | 26 689    |

## Réserve et équipes de jeunes
La réserve du Stade rennais FC entraînée par Pierre-Emmanuel Bourdeau évolue en National 3 - Groupe E.

### Réserve

#### Championnat de France de National 3 - Groupe E
| Date              | Journée | Adversaire           | Lieu | Score | Buteurs rennais                                                                                                  | Clas. | Référence |
| ----------------- | ------- | -------------------- | ---- | ----- | --- | ----- | --------- |
| 27 août 2023      | J01     | Vannes OC            | E    | 2 - 5 | Noah Le Bret 10e · José Capon 13e · Léo Rouillé 20e · Gabriel Tutu 47e 51e                                       | 1er   | Rapport   |
| 3 septembre 2023  | J02     | CPB Bréquigny        | D    | 9 - 0 | Noah Le Bret 8e · Gabriel Tutu 20e · Wilson Samaké 34e 47e 49e 74e · Djaoui Cissé 45e · Mathis Lambourde 55e 84e | 1er   | Rapport   |
| 10 septembre 2023 | J03     | Stade plabennécois   | E    | 2 - 3 | Djaoui Cissé 17e · Mahamadou Nagida 75e · Wilson Samaké 90e                                                      | 1er   | Rapport   |
| 24 septembre 2023 | J04     | PD Ergué-Gabéric     | D    | 2 - 0 | Wilson Samaké 8e 39e                                                                                             | 1er   | Rapport   |
| 8 octobre 2023    | J05     | AS Vitré             | E    | 3 - 1 | Djaoui Cissé 35e                                                                                                 | 2e    | Rapport   |
| 22 octobre 2023   | J06     | GSI Pontivy          | D    | 2 - 2 | Wilson Samaké 69e · Mohamed Jaouab 83e                                                                           | 1er   | Rapport   |
| 12 novembre 2023  | J08     | TA Rennes            | D    | 4 - 4 | Wilson Samaké 60e · Lucas Rosier 81e · Gabriel Tutu 90e · Amadou Diallo 90e                                      | 2e    | Rapport   |
| 5 novembre 2023   | J07     | SC Locminé           | E    | 1 - 0 | | 4e    | Rapport   |
| 26 novembre 2023  | J09     | Saint-Pierre Milizac | E    | 1 - 1 | Nordan Mukiele 49e                                                                                               | 4e    | Rapport   |
| 2 décembre 2023   | J10     | US Fougères          | D    | 1 - 1 | Wilson Samaké 25e                                                                                                | 5e    | Rapport   |
| 10 décembre 2023  | J11     | Stade briochin rés.  | D    | 4 - 0 | Djaoui Cissé 12e · Ibrahim Salah 44e 80e · Mohamed Jaouab 90e                                                    | 2e    | Rapport   |
| 17 décembre 2023  | J12     | Stade pontivyen      | D    | 3 - 1 | Paolo Limon 31e · Wilson Samaké 90e 90e                                                                          | 1er   | Rapport   |
| 14 janvier 2024   | J13     | Lannion FC           | D    | 0 - 2 | | 6e    | Rapport   |
| 20 janvier 2024   | J14     | CPB Bréquigny        | E    | 0 - 1 | Arsène Do Marcolino 57e                                                                                          | 6e    | Rapport   |
| 3 février 2024    | J15     | Stade plabennécois   | D    | 2 - 1 | Wilson Samaké 2e · Noah Le Bret 49e                                                                              | 3e    | Rapport   |
| 17 février 2024   | J16     | PD Ergué-Gabéric     | E    | 0 - 2 | Rayan Bamba 43e · Wilson Samaké 90e                                                                              | 1er   | Rapport   |
| 24 février 2024   | J17     | AS Vitré             | D    | 3 - 3 | José Capon 40e · Mervin Gbeme 43e · Yoan Akwa Dzou 90e                                                           | 1er   | Rapport   |
| 10 mars 2024      | J18     | GSI Pontivy          | E    | 1 - 1 | Wilson Samaké 6e                                                                                                 | 1er   | Rapport   |
| 16 mars 2024      | J19     | SC Locminé           | D    | 1 - 2 | José Capon 72e                                                                                                   | 1er   | Rapport   |
| 24 mars 2024      | J20     | TA Rennes            | E    | 2 - 0 | | 3e    | Rapport   |
| 7 avril 2024      | J21     | Saint-Pierre Milizac | D    | 1 - 2 | Wilson Samaké 61e                                                                                                | 5e    | Rapport   |
| 13 avril 2024     | J22     | US Fougères          | E    | 2 - 3 | Wilson Samaké 38e 90e · Lucas Rosier 81e                                                                         | 4e    | Rapport   |
| 21 avril 2024     | J23     | Stade briochin rés.  | E    | -     | | 4e    |           |
| 28 avril 2024     | J24     | Stade pontivyen      | E    | 0 - 1 | José Capon 55e                                                                                                   | 4e    | Rapport   |
| 12 mai 2024       | J25     | Lannion FC           | E    | 0 - 0 | | 4e    | Rapport   |
| 19 mai 2024       | J26     | Vannes OC            | D    | 4 - 1 | Lucas Rosier 7e 29e · Noah Le Bret 31e · Wilson Samaké 73e                                                       | 4e    | Rapport   |

### U19

#### Championnat de France des U19- Groupe C
| Date              | Journée | Adversaire            | Lieu | Score | Buteurs rennais                                                                                           | Clas. | Référence |
| ----------------- | ------- | --------------------- | ---- | ----- | --- | ----- | --------- |
| 27 août 2023      | J01     | USSA Vertou           | D    | 8 - 2 | Henrick Do Marcolino 11e 50e 68e 74e · Amadou Diallo 35e 45e · Kelian Baruti 79e · Valentin Taramelli 83e | 1er   | Rapport   |
| 3 septembre 2023  | J02     | Stade lavallois       | E    | 1 - 1 | Kelian Baruti 47e                                                                                         | 2e    | Rapport   |
| 10 septembre 2023 | J03     | SA Mérignac           | D    | 4 - 2 | Nordan Mukiele 21e 44e · Kelian Baruti 73e · Jules Duvail 85e                                             | 3e    | Rapport   |
| 17 septembre 2023 | J04     | Trélissac FC          | E    | 0 - 5 | Mohamed Meité 11e · Amadou Diallo 14e · Cyril Borval 45e · Paolo Limon 53e · Isiaka Soukouna 56e          | 3e    | Rapport   |
| 24 septembre 2023 | J05     | EA Guingamp           | D    | 1 - 0 | Paolo Limon 11e                                                                                           | 3e    | Rapport   |
| 1er octobre 2023  | J06     | US Concarneau         | D    | 1 - 0 | Flavien Soumenat 85e                                                                                      | 2e    | Rapport   |
| 8 octobre 2023    | J07     | Stade brestois 29     | E    | 1 - 0 | | 5e    | Rapport   |
| 15 octobre 2023   | J08     | FC Nantes             | D    | 1 - 1 | Noah Le Bret 75e                                                                                          | 5e    | Rapport   |
| 22 octobre 2023   | J09     | Angers SCO            | E    | 0 - 0 | | 5e    | Rapport   |
| 5 novembre 2023   | J10     | FC Lorient            | D    | 0 - 1 | | 5e    | Rapport   |
| 19 novembre 2023  | J12     | LB Châteauroux        | D    | 3 - 1 | Flavien Soumenat 5e · Noah Le Bret 63e · Issa Habri 69e                                                   | 4e    | Rapport   |
| 26 novembre 2023  | J13     | US Avranches          | E    | 1 - 0 | | 4e    | Rapport   |
| 3 décembre 2024   | J14     | Stade lavallois       | D    | 1 - 0 | Steeve Mvodo 15e                                                                                          | 4e    | Rapport   |
| 17 décembre 2024  | J15     | SA Mérignac           | E    | 1 - 2 | Djibril Diallo 37e 45e                                                                                    | 4e    | Rapport   |
| 21 décembre 2023  | J11     | Girondins de Bordeaux | E    | 2 - 1 | | 4e    | Rapport   |
| 21 janvier 2024   | J16     | Trélissac FC          | D    | 2 - 0 | Kelian Baruti 71e · Djibril Diallo 86e                                                                    | 4e    | Rapport   |
| 27 janvier 2024   | J17     | EA Guingamp           | E    | 2 - 3 | Djibril Diallo 17e · Mohamed Meité 81e 84e                                                                | 3e    | Rapport   |
| 11 février 2024   | J18     | US Concarneau         | E    | 2 - 0 | | 4e    | Rapport   |
| 18 février 2024   | J19     | Stade brestois 29     | D    | 3 - 0 | Henrick Do Marcolino 30e 53e · Florian Truffert 42e                                                       | 4e    | Rapport   |
| 16 mars 2024      | J21     | Angers SCO            | D    | 2 - 0 | Flavien Soumenat 40e                                                                                      | 4e    | Rapport   |
| 24 mars 2024      | J22     | FC Lorient            | E    | 1 - 5 | Noah Le Bret 20e 59e · Henrick Do Marcolino 81e · Flavien Soumenat 85e · Steeve Mvodo 88e                 | 4e    | Rapport   |
| 3 avril 2024      | J20     | FC Nantes             | E    | 0 - 1 | Thomas Bacle 34e (csc)                                                                                    | 2e    | Rapport   |
| 7 avril 2024      | J23     | Girondins de Bordeaux | D    | 2 - 1 | Noah Le Bret 30e · Djibril Diallo 75e                                                                     | 2e    | Rapport   |
| 14 avril 2024     | J24     | LB Châteauroux        | E    | 3 - 5 | Mohamed Meité 9e 30e · Djibril Diallo 26e 45e 48e                                                         | 1er   | Rapport   |
| 28 avril 2024     | J25     | US Avranches          | D    | 1 - 0 | Valentin Taramelli 70e                                                                                    | 1er   | Rapport   |
| 12 mai 2024       | J26     | USSA Vertou           | E    | 1 - 1 | Mathis Lambourde 34e                                                                                      | 3e    | Rapport   |

#### Coupe Gambardella
Les moins de 19 ans du Stade rennais FC disputent à partir de décembre la Coupe Gambardella 2023-2024.

### U17

#### Championnat de France des U17- Groupe F
| Date              | Journée | Adversaire        | Lieu | Score | Buteurs rennais | Clas. | Référence |
| ----------------- | ------- | ----------------- | ---- | ----- | --- | ----- | --------- |
| 27 août 2023      | J01     | USSA Vertou       | E    | 2 - 0 | | 12e   | Rapport   |
| 3 septembre 2023  | J02     | USJA Carquefou    | D    | 3 - 0 | Mohamed Meité 8e · Ruben Lomet 45e · Lorys Jagu 58e                                                                   | 7e    | Rapport   |
| 10 septembre 2023 | J03     | ES Saintes        | E    | 3 - 1 | Melvin Jambry 37e | 9e    | Rapport   |
| 17 septembre 2023 | J04     | EA Guingamp       | D    | 2 - 2 | Samuel Ledain 10e · Melvin Jambry 88e                                                                                 | 8e    | Rapport   |
| 24 septembre 2023 | J05     | SO Cholet         | E    | 0 - 4 | Chibuike Ugochukwu 15e 54e · Kelvin Dongopandji 34e · Erwan Traoré 66e                                                | 7e    | Rapport   |
| 1er octobre 2023  | J06     | Stade brestois 29 | E    | 0 - 2 | Mohamed Chebi 16e · Alexander Legendre 79e                                                                            | 5e    | Rapport   |
| 8 octobre 2023    | J07     | FC Nantes         | D    | 1 - 2 | Boukary Coulibaly 21e                                                                                                 | 8e    | Rapport   |
| 15 octobre 2023   | J08     | Angers SCO        | E    | 0 - 0 | | 7e    | Rapport   |
| 22 octobre 2023   | J09     | La Roche VF       | D    | 4 - 0 | Melvin Jambry 10e 21e 48e · Erwan Traoré 31e                                                                          | 5e    | Rapport   |
| 8 novembre 2023   | J10     | FC Lorient        | E    | 1 - 1 | Mohamed Chebi 8e | 6e    | Rapport   |
| 12 novembre 2023  | J11     | TA Rennes         | D    | 0 - 0 | | 6e    | Rapport   |
| 19 novembre 2023  | J12     | Chamois niortais  | E    | 3 - 0 | | 6e    | Rapport   |
| 26 novembre 2023  | J13     | US Avranches      | D    | 6 - 3 | Chibuike Ugochukwu 14e · Melvin Jambry 24e 37e · Alexis Fernandes 48e · Diégo Coutadeur 65e · Alexander Legendre 81e  | 6e    | Rapport   |
| 3 décembre 2024   | J14     | USJA Carquefou    | E    | 1 - 2 | Jibril El Baraka 30e · Alexander Legendre 76e                                                                         | 6e    | Rapport   |
| 17 décembre 2024  | J15     | ES Saintes        | D    | 1 - 0 | Alexander Legendre 73e                                                                                                | 6e    | Rapport   |
| 20 janvier 2024   | J16     | EA Guingamp       | E    | 2 - 2 | Mehdi Husson 19e · Mervin Gbeme 58e                                                                                   | 6e    | Rapport   |
| 27 janvier 2024   | J17     | SO Cholet         | D    | 3 - 1 | Boukary Coulibaly 2e 56e · Erwan Traoré 5e                                                                            | 5e    | Rapport   |
| 10 février 2024   | J18     | Stade brestois 29 | D    | 0 - 3 | | 5e    | Rapport   |
| 18 février 2024   | J19     | FC Nantes         | E    | 2 - 1 | Sanah Camara 82e (csc)                                                                                                | 6e    | Rapport   |
| 10 mars 2024      | J20     | Angers SCO        | D    | 1 - 0 | Alexander Legendre 63e                                                                                                | 5e    | Rapport   |
| 16 mars 2024      | J21     | La Roche VF       | E    | 2 - 3 | Melvin Jambry 36e 40e · Erwan Traoré 58e                                                                              | 5e    | Rapport   |
| 24 mars 2024      | J22     | FC Lorient        | D    | 4 - 0 | | 5e    | Rapport   |
| 7 avril 2024      | J23     | TA Rennes         | E    | 4 - 0 | | 5e    | Rapport   |
| 13 avril 2024     | J24     | Chamois niortais  | D    | 4 - 0 | Kossi Comlan 11e · Baptiste Makengo 37e · Boukary Coulibaly 59e · Melvin Jambry 69e                                   | 4e    | Rapport   |
| 28 avril 2024     | J25     | US Avranches      | E    | 2 - 7 | Melvin Jambry 2e 10e 15e · Mohamed Chebi 53e · Boukary Coulibaly 70e · Ruben Lomet 73e · Alexis Ramel 85e             | 3e    | Rapport   |
| 12 mai 2024       | J26     | USSA Vertou       | D    | 7 - 1 | Jibril El Baraka 32e · Melvin Jambry 40e 44e 87e · Alexander Legendre 57e · Alexis Ramel 78e · Kelvin Dongopandji 78e | 3e    | Rapport   |